# Altissimo
Altissimo är en ort och kommun i provinsen Vicenza i regionen Veneto i Italien. Kommunen hade 2 224 invånare (2018).